# Seeland, Tyskland
Seeland är en stad i Salzlandkreis i Sachsen-Anhalt i Tyskland. Den bildades 15 juli 2009 genom sammanslagning av de dåvarande kommunerna Friedrichsaue, Frose, Hoym, Nachterstedt och Schadeleben.